# Ватан (квартал на Истанбул)
„Ватан“ (на турски: Vatan) е квартал на Истанбул, разположен в околия Байрампаша. Общата му площ е 0,23 км2. Според данни на Адресната система за регистриране на населението (ABPRS) към 2023 г. населението на „Ватан“ е 9207 жители.